# あっぷるワイド
『あっぷるワイド』は、2003年3月31日からNHK青森放送局で平日夕方に放送されている『NHKニュース』のローカル番組である。ただし、祝祭日に当たる日には放送を休止。
放送時間は18:10 - 19:00（JST）。緊急・重大ニュース等が発生した場合や内閣総理大臣の会見が行われる場合は途中打ち切り・途中開始ないしは休止になったり、メッセージ紹介コーナーが休止になることがある。また、通常の平日であっても春の大型連休の谷間やお盆、年末年始（12月28日までと1月4日以降）は特別編成のため35分繰り下げ・短縮（18:45 - 19:00）しての放送となる（18:45までは別番組、19:00からは『NHKニュース7』を放送）。なお、2023年3月末をもってスーパーJチャンネルABA（青森朝日放送）が終了したため、放送中の在青テレビ局の平日夕方ローカルニュース番組としては、RABニュースレーダー（青森放送）に次いで、2番目に長くなっている。
このページでは、関連番組として放送されている『あっぷるワイド845』ならびに『あっぷるワイド645』についても述べる。

## 概要
- 2002年4月1日、『あおもりニュースTODAY』として放送開始（当時は完全独立番組）。夕方のニュース番組としては1980年代、1990年代に『あおもり640』[3]→『あおもり630』[4]（1980年代には1期、1990年代半ば頃にも2期で放送）、『イブニングネットワークあおもり』[5]、『ネットワーク青森610』、『まるごと青森』、『ほっとニュース青森』などというニュースタイトルで放送されていた[6]。
- 2003年3月31日、『あっぷるワイド』として番組開始。この日から17時台の『ゆうYOUあおもり。』放送開始。『ゆうYOUあおもり。』・『あおもりニュースTODAY』共、『あっぷるワイド』に内包の半独立番組の様な形だった。
- 2006年4月3日、『ゆうどきネットワーク』のネット開始によって17:30放送開始となり、『ゆうYOUあおもり。』が終了。18時台の『あおもりニュースTODAY』が『ニュースTODAY』に改称された。
  - 17:30 - 18:00には県内各地の情報を伝え、18:00 - 18:10に『NHKニュース』を挟んで18:10 - 18:58:55の『ニュースTODAY』の2部構成であった。ニュースのあとにはメッセージ紹介のコーナーも設けられる。
- 2007年4月2日、『ゆうどきネットワーク』が月曜 - 木曜のフルネットに変更。これによって第1部は金曜のみの放送となり、放送時間が17:15 - 18:00に変更された（17:10 - 17:15と17:56 - 18:00には月曜 - 金曜共通で仙台局から東北のニュースおよび気象情報を放送）。
- 2008年3月7日、金曜日のみ放送されていた17時台のコーナー終了。該当時間に放送されていたコーナーの一部は、4月以降独立化や昼前に放送の『情報ランチ』[7]へ移行、または18時台へシフトされる。
- 2008年3月31日、（18時台の）番組名から『ニュースTODAY』が削除され、『あっぷるワイド』のみとなる。同時に番組ロゴを変更。
- 2011年3月11日、東日本大震災（東北地方太平洋沖地震）発生により、5月6日まで番組休止。
- 2011年5月9日、番組再開。ただし、放送時間は6月10日まで18:30 - 18:58.55[8]。また、この日からテーマ曲[9]を採用し、番組ロゴを再変更した。この日からのテーマ曲は、青森県出身のバンド・SING LIKE TALKINGの「A Wonderful World」である。
- 2011年6月13日、この日から通常の18:10開始に戻る。
- 2014年3月31日、この日から18:52からの全国気象情報が、東京発から青森発に変更。
- 2015年3月30日、この日から3度目の番組ロゴと2度目のテーマ曲を変更[10]。
- 2018年4月2日、この日から3度目のテーマ曲を変更。
- 2019年4月1日、「NHKニュース7」が19:00.00スタート（フライングスタート廃止）に変更されたため、本番組の終了も5秒延び、18:59.00までとなる。
- 2020年3月30日、放送時間が1分延長され終了が19:00.00となる。
- 2021年7月12日、この日から、東京オリンピック・パラリンピック関連番組放送のため、7月12日から21日までと8月10日から9月3日までは18:45 - 19:00の、7月26日から8月6日までは18:50 - 19:00の、それぞれ短縮放送となる。
- 2023年4月3日、番組タイトルとテーマ曲を含めたリニューアルを実施し、曜日別のタイトルを設ける。
- 2023年6月5日、NHKプラスの「ご当地プラス（東北エリア）」において見逃し配信を開始した[11][12]。
- 2024年4月1日、この日から、5度目のテーマ曲の変更と、スタジオがバーチャルスタジオとなる。

## 放送時間
- 平日 18時10分 - 19時00分

## 出演者
※ 出演者は2025年4月時点のもの。
- 伊田晃都（NHKアナウンサー、2025年3月31日 - ）
- 西垣光（キャスター、2025年3月31日 - ）
- 小山悠里（子育てだより、2024年度 - ）
- 浅沼佑香（お出かけ旅、2024年度 - ）
- 本橋彩子（同上、2024年度 - ）
- 神林有希（気象予報士・2025年3月31日 - ）

## 過去の出演者

### 男性
- 横尾泰輔（番組開始当初担当。）
- 近田雄一（現松江放送局在籍[14][15]）
- 本田俊介（2003年 - 2004年頃担当。2018年度、青森放送局に復帰[16]）
- 児玉隆（現鳥取放送局副局長）
- 政野光伯
- 和田光太郎
- 山田朋生（2008年度担当。現和歌山放送局在籍[17]）
- 高木修平（2009年度担当。2010年度（大津局転勤前）と2008年度以前はリポートなどで出演した。現広島放送局在籍）
- 工藤淳（金曜の『あおもり気象の話』担当・アップルウェザー所属の気象予報士でかつ、同社社長。小林の産休に伴い2009年1月 - 5月1日の期間出演・工藤にとって、テレビでのレギュラー出演は、青森テレビの『らくてんスタジオ』以来となった。）
- 打越裕樹（2010年4月 - 2013年3月29日・2013年7月担当。現盛岡放送局在籍[18]）
- 猪飼雄一（2013年4月 - 2013年6月、2019年NHK退職）
- 松岡孝行（2013年7月29日 - 2016年4月1日[19]）
- 宮﨑慶太（2015年度担当、現仙台放送局在籍[20][21]）
- 増子有人（あっぷる体操）
- 池間昌人（2016年度 - 2018年度、現東京アナウンス室在籍[22]）
- 高市佳明（2005年度 - 2007年度の3年間『ニュースTODAY』および2019年度 - 2021年度を担当した。現帯広放送局在籍[23]）
- 長谷川史佳（2022年度 - 2024年度、現仙台放送局在籍[24][25]）

### 女性
- 北郷三穂子（ - 2003年頃担当）
- 大島直子（現・新潟テレビ21）
- 馬場有紀子（17時台の『ゆうYOUあおもり。』担当、2003年3月31日から2005年9月9日まで担当。大相撲中継のため、左記日付までとなった。）
- 菊池歩（2006年4月 - 2009年3月19日担当。）
- 松山牧子（ - 2010年3月・「お国言葉で川柳…」も同時降板）
- 高橋奈々子
- 小林貴子（アップルウェザー所属の気象予報士）
- 権藤麻由子
- 松村恵里（2007年4月 - 2012年3月30日・気象情報）
- 水口さやか（2012年度担当）
- 寺田啓（2012年度担当・気象情報・乘田と交互出演。ただし、出演期間は短かった。）
- 乘田麻衣子（2012年4月 - 2014年3月・2013年3月までは気象情報、翌月以降はMC担当。その後、裏番組「わっち!!」（青森テレビ）の中継リポーターを担当していた。）
- 今井温美（現在は首都圏センターの「ひるまえ ほっと」サブキャスター[要出典]）
- 田中知子（? - 2015年3月27日）
- 齋藤有美（2014年3月31日 - 2015年3月27日）
- 中原美香（2018年度は仙台放送局「もりすた!」サブキャスター）
- 田中麗紗（2010年 - 2013年3月、2015年3月31日 - 2016年3月25日）
- 亀谷渉子（2015年度）
- 半澤実穂（2015年4月 - 2018年3月30日、2018年度 - 2019年度は、放送時間が同じ仙台放送局「てれまさむね」中継リポーター。）
- 舛田あゆみ（2016年4月4日 - 2018年3月30日・気象予報士）
- 成田りえ
- 荒川紗希（ - 2023年3月31日・キャスター）
- 村田優歌（同上）
- 宮川香織（2013年4月 - 2024年3月）
- 佐々木陶子（2024年4月1日 - 2025年3月28日、現・山形放送）

### 気象予報士
- 千種ゆり子（2014年3月31日 - 2016年4月1日、気象情報担当・ウェザーマップ所属の気象予報士）
- 阿見武寛（気象予報士・2018年4月 - 2025年3月28日）

## 主なコーナー
- おらほの宝（月曜）
- あっぷるスポーツ（月曜）
- うまいぞ!青森（火曜）
- きらり! （水曜）
- カメラマンリポートほっとアングル（不定期）
- きらり☆この人（ゲストを迎えてのトーク、以前は「あおもりこの人」）
- 原子力最前線（隔週）
- とくとくナビ!
- 食卓の味方!（栄養士、野菜ソムリエを迎えての進行、主に水野裕子や下田尚子が出演）
- ホットhotあおもり
- あっぷるライブ（中継、不定期）
- あおもり気象の話（金曜のみ。出演は小林貴子[26]（アップルウェザー所属気象予報士））「あおもり防災の話、災害の話」の時もある。コーナーの最後は週末の天気予報。
- メッセージ紹介（2010年度まではテーマを設けていた） - 2011年度は投稿写真のコーナー「ShaMori（シャモリ）」に寄せられた写真を紹介する「シャモリクラブ」も新設。これは2007年度の17時台に放送されたコーナー「あっぷる写真館」に近い構成。「Shamori倶楽部」で使用されるBGMは、『タモリ倶楽部』（テレビ朝日・県内では青森朝日放送）の『Royal Teens』・「Short Shorts」が使用される。
- あっぷるワイド東北のニュース（青森局以外の東北各局からの話題を放送）
- 青森大相撲ダイジェスト（大相撲開催期間[27]・月曜は「あっぷるスポーツ」内で放送）
- お国言葉で川柳、なもあんだも （金曜、前身コーナー「お国言葉で川柳」以来、4年ぶりに番組内包。単発枠でこのタイトルが残った。）
  - 情報ランチが15分時代には、上記一部コーナーが実質再放送されていた。

### 過去
- 渋谷伯龍のお国言葉で川柳（2008年4月 - 2012年3月までの第一金曜日と2012年7月6日金曜日には19:30 - 19:55の独立番組『お国言葉で川柳、なもあんだも』で放送された。放送日には、本番組のコーナー「もうすぐ天地人」にも出演する。2012年4月から7月を除き再び内包され、タイトルも現名に戻った。）
- 四季彩菜・あおもりの食、ボナペティ・あおもりの食（隔週交代）
- あおもりヤング
- デジVでGO!、もくナビ
- あっぷるライブ（中継）、知ットク!情報一番
- 首都圏リポート - 首都圏ネットワークの特集をネット受け（不定期）
- 行ってみよう 聞いてみよう
- ケーブルテレビだより（八戸テレビ放送[28]・青森ケーブルテレビが参加）
- めぐってかだって（青森局のキャスターが青森県内を訪れていろんな話を聞いたり体験したりするコーナー。ここではアニメ『けいおん!』（TBS）のBGM「HaveSomeTea?」[29]を使用している）
- りんごクラブ（金曜のみ。出演は宮川香織・りんご娘のとき・王林・彩香・ジョナゴールド。県内各地および函館に出向き、様々な体験を行うコーナー。）

## スペシャルについて
- 2005年12月1日は、県内で地上デジタルテレビ放送が開始した事から、「あっぷるワイド地上デジタル放送スペシャル」として17時10分から放送した[30]。
- 17時台が廃止された2006年度以降、年の最後の放送は、「あっぷるワイド年末スペシャル」として放送時間が拡大される。
- 2009年度の放送（12月28日月曜日）では、金曜コーナー「あおもり気象の話」担当の小林貴子が、初めて金曜日以外に出演した。さらに渋谷伯龍もVTRでコメントしていた。ゲストは川上麻衣子と西津軽郡鰺ヶ沢町出身の舞の海秀平[31]。
- 2010年の12月28日は18時台のみでの放送となった。舞の海もスタジオゲストで出演した。
- 2011年の12月28日は八戸市の「はちのへポータルミュージアムはっち」から公開生放送した。2011年のゲストは、八戸市出身の北山陽一（ゴスペラーズ）と室井佑月。

## あっぷるワイド845
『あっぷるワイド845』は、2018年4月2日からNHK青森放送局で、平日夜に放送されているローカルニュース番組である。2017年度までのタイトルは『NHKニュースあおもり845』。
平日18時台の『あっぷるワイド』で取り上げた青森県内のニュースを中心とする15分番組。『NHKニュースあおもり845』時代と同様に祝日、大型連休及び年末年始には放送休止となり、代わって20時55分 - 21時00分に仙台放送局発の『東北地方のニュース・気象情報』が放送される（12月31日を除く）。
また、平日でも春の大型連休・お盆期間中やオリンピックなどの国際的なビッグスポーツイベント開催時、及び緊急・重大ニュース発生時などは、番組休止となり、東京又は仙台からのニュースを放送する。

## あっぷるワイド645
『あっぷるワイド645』は、2025年4月5日からNHK青森放送局で、土曜・日曜夜に放送されているローカルニュース番組である。